# Мсакамбева
Мсакамбе́ва (англ. Msakambewa) — традиційна громада у складі дистрикту Дова Центрального регіону Малаві.
Населення — 91421 особа (2018).